# Schrambach-Formation
Die Schrambach-Formation, auch Schrambachschichten,  ist eine lithostratigraphische Formation der Kreide und des Oberen Jura in den Nördlichen Kalkalpen. Typlokalität ist der Schrambachgraben, vier Kilometer südsüdöstlich von Hallein. Die Schrambach-Formation zählt, wie die Oberalm-Formation, zu den klassischen Aptychenschichten.

## Geschichte
Der Begriff Schrambach-Schichten wurde zum ersten Mal 1854 von Marko Vincenc Lipold gebraucht.

## Definition
Im Schrambachgraben wird die Schrambach-Formation von der Oberalm-Formation unterlagert und wird von dieser durch das erste Auftreten sandig verwitternder Kalke abgetrennt. Überlagert wird sie von den Roßfeldschichten, mit denen sie auch lateral verzahnt ist. Allerdings ist der Übergang zu den Roßfeldschichten an der Typlokalität nicht aufgeschlossen. An der Typlokalität ist die Schrambach-Formation mindestens 142 Meter mächtig. Lithologisch handelt es sich um gut geschichtete Mergel, Mergelkalke, Kalkmergel und Kalke mit hellgrauen bis grünlich- oder blaugrauen Farben. An anderen Lokalitäten schwankt ihre Mächtigkeit zwischen wenigen Metern und 400 Metern. Die Schrambach-Formation kann auch unterlagert werden von der Steinmühl-Formation wie in der Losensteiner Mulde, von der Ammergau-Formation, mit der sie im Basalbereich auch lateral verzahnt sein kann, und, durch eine Schichtlücke getrennt, von Radiolariten, wie etwa teilweise im Bereich der Lunzer Decke. Überlagert wird sie von den Lackbach-Schichten, der Lech-Formation, den Anzenbach-Schichten und den Tannheimer Schichten.
Die Formation wurde nicht überall zeitgleich unter gleichen Bedingungen abgelagert, sondern erfolgte in verschiedenen Beckenbereichen zu verschiedenen Zeiten, daraus ergeben sich beträchtliche Unterschiede in der Lithologie sowie auch in der Ablagerungszeit.

## Datierung
Die Sedimentation der Schrambach-Formation erfolgte zu verschiedenen Zeiten, die Formation kann bereits im Tithonium einsetzen und bis ins Barremium emporreichen, wie zahlreiche Ammonitenfunde, besonders aus dem Gebiet der niederösterreichischen und oberösterreichischen Kalkalpen, zeigen.